# Грузинський Олександр Сергійович
Грузинський Олександр Сергійович (10 (22). 12. 1881, Ніжин, Чернігівської губ. — 11. 01. 1954, Київ) — український філолог, палеограф і літературознавець, учень і послідовник академіка В. М. Перетца.

## Біографія
Походив з бідної селянської родини, ще юнаком став годувальником сім'ї, оскільки батько помер дуже рано.
Початкову освіту отримав в Ніжинському ремісничому училищі (1896—1899), де здобув спеціальність слюсаря. З 1899 р. викладав у гімназіях Ніжина та Києва російську мову, історію та географію. У 1903 році здав екстерном екзамени за курс класичної гімназії при Ніжинському історико-філологічному інституті кн. Безбородька та вступив на історико-філологічний факультет Київського університету (відділення рос. мови й словесності та укр. мовознавства). 1914 р. склав іспити на ступінь магістра. Досліджував пам'ятки української писемності, у тому числі — Пересопницьке Євангеліє 1556—1561 рр.
До 1929 р. — професор Ніжинського ІНО, згодом — декан та проректор вищих навчальних закладів Києва та Харкова. Брав участь у створенні музейних закладів при Ніжинському ІНО та дослідженні пам'яток історії та культури. У 1928-29 рр. завідував кабінетом радянської літератури Інституту ім. Т.Г Шевченка у Харкові.
1928 р. був обраний делегатом Всеросійського з'їзду викладачів російської мови у Москві. 1929 р. переїхав до Ленінграду, де викладав на підготовчому відділенні Інституту червоної професури та в Комуністичному університеті імені Й.Сталіна. 1931 р. повернувся до Харкова, де до 1932 р. викладав в Інституті журналістики. Вийшов на пенсію за вислугою та влаштувався помічником бібліотекаря сектору обробки Публічної Бібліотеки у Ленінграді, де працював до 12 вересня 1933 р.
Перебував в окупованому Києві під час Другої світової війни, 1942 р. брав участь у Музеї-Архіві Переходової доби (пропагандистському музеї, що був відкритий німецькою окупаційною владою), де працював вченим-консультантом разом з відомими науковцями О. Оглобліним, Н. Полонською-Василенко, С. Драгомановим та ін. Зі зміною вектора політики німецької окупаційної влади на антиукраїнську, музей-архів був закритий. Незважаючи на ідеологічний характер, музей-архів зібрав чимало цінних джерел, що розповідають про більшовицькі репресії, голодомор та нищення культурних пам'яток радянською владою в Україні.
О. С. Грузинський є автором понад 50 наукових публікацій. Помер у Києві 11 січня 1954 року.

## Публікації
- «Elegia Alexii» Теофана Прокоповича // Зап. Укр. наук. тов. в Киеві. 1909. Кн. 4;
- «Epitaphius Metropolitae Barlaamo Jasinski» — стихотворение Феофана Прокоповича // Рус. филол. вест. 1910. Т. 63;
- Пересопницкое евангелие как памятник искусства эпохи Возрождения в Южной России в XVI в. — К., 1911;
- Изъ исторіи перевода Евангелія въ Южной Россіи въ XVI вѣкѣ: — Лѣтковское Евангеліе // ЧИОНЛ. 1911. № 22.
- Палеографические и критические заметки о Пересопницком Евангелии // ЖМНП. 1912. Ч. 38; 1913. Ч. 39;
- Критичні замітки до твору Сковороди «Басни Харьковские» // Зап. іст.-філол. від. ВУАН. 1927. Кн. 13/14.
- Грузинский, Ал. Серг. Пересопницкое Евангелие, как памятник искусства эпохи Возрождения в Южной России в XVI веке / Ал. Серг. Грузинский. — Киев : б. и., 1911. — 47 с. [Архівовано 4 серпня 2020 у Wayback Machine.]

## Джерело
- Щоб пам'ятали[недоступне посилання з липня 2019]

1. 1 2 3  Сотрудники Российской национальной библиотеки